# Garbage Warrior
Pour plus de détails, voir Fiche technique et Distribution.
Garbage Warrior (Les Combattants du recyclage) est un film qui retrace la vie de Michael Reynolds, architecte des Earthships, dirigé par Oliver Hodge. Il suit les aventures de Reynolds pour établir une communauté expérimentale et ses combats contre la législation du code de l'urbanisme à Taos au Nouveau-Mexique.

## Fiche technique
- Réalisation : Oliver Hodge
- Production : Rachel Wexler
- Musique originale : Patrick Wilson
- Photographie : Oliver Hodge
- Montage : Phil Reynolds
- Société de distribution : Morningstar Entertainment (2008) (USA) (DVD)
- Durée : 86 minutes
- Pays :  Royaume-Uni
- Langue : anglais
- Format : couleur - 1,85 : 1
- Son : Dolby Digital

## Distribution
- Chris Reynolds : elle-même
- Shauna Malloy : elle-même - attorney
- Dave DiCicco : lui-même - Taos County planner
- Carlos R. Cisneros : lui-même - senator
- Ron Gardener : lui-même - assistant du sénateur
- Nilesh Gupte : lui-même
- Clinton Harden Jr. : lui-même - sénateur